# Cascades de Karfiguéla
Les cascades de Karfiguéla ou cascades de Banfora sont une série de chutes d'eau le long du fleuve Comoé au sud-ouest du Burkina Faso. 

## Géographie
Situées à environ 12 km au nord-ouest de Banfora, elles tiennent leur nom de la commune de Karfiguéla. Elles constituent l'un des sites touristiques les plus importants au Burkina Faso. La région des Cascades tire son nom de ces chutes d'eau.

## Galeries

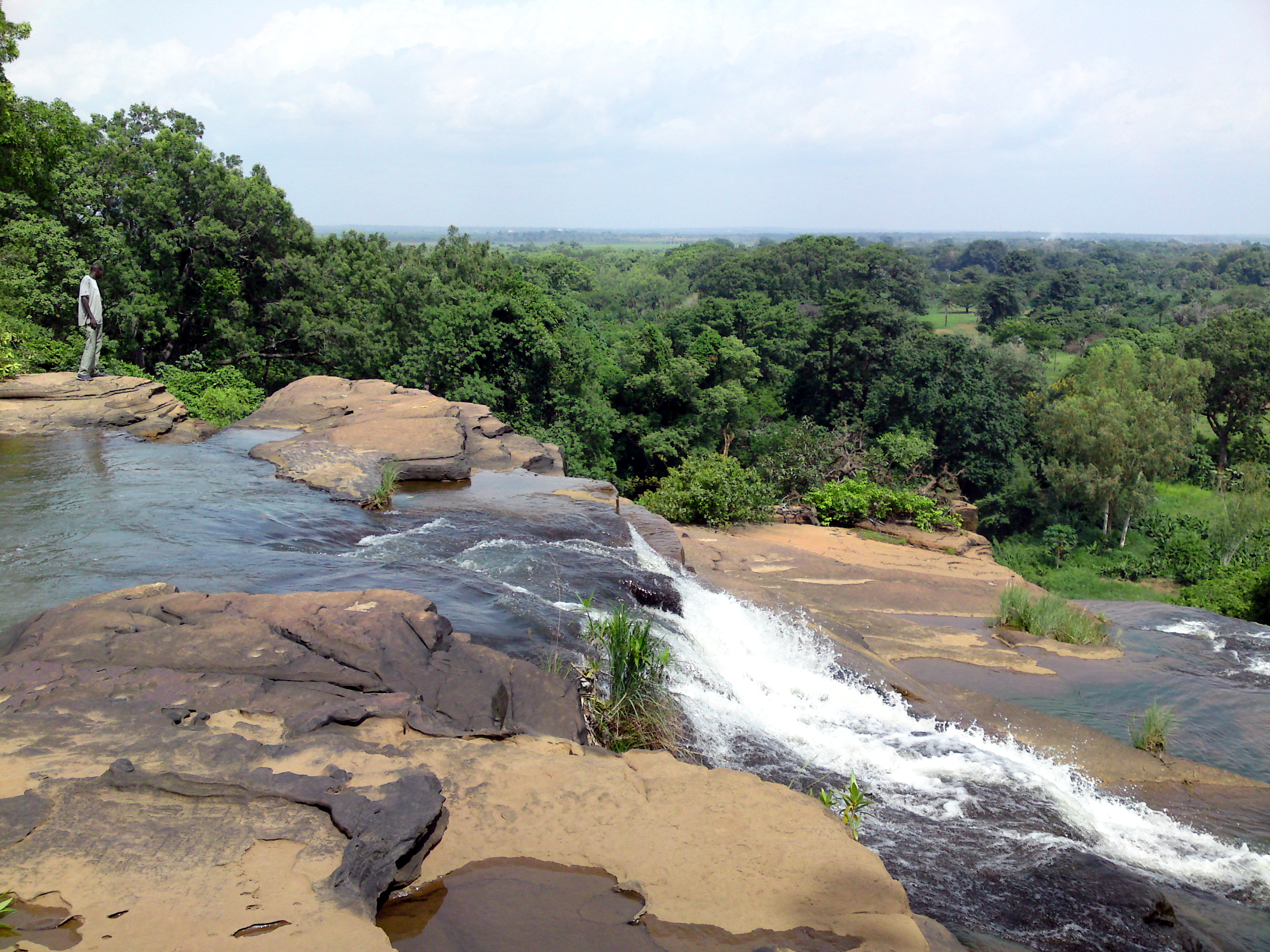
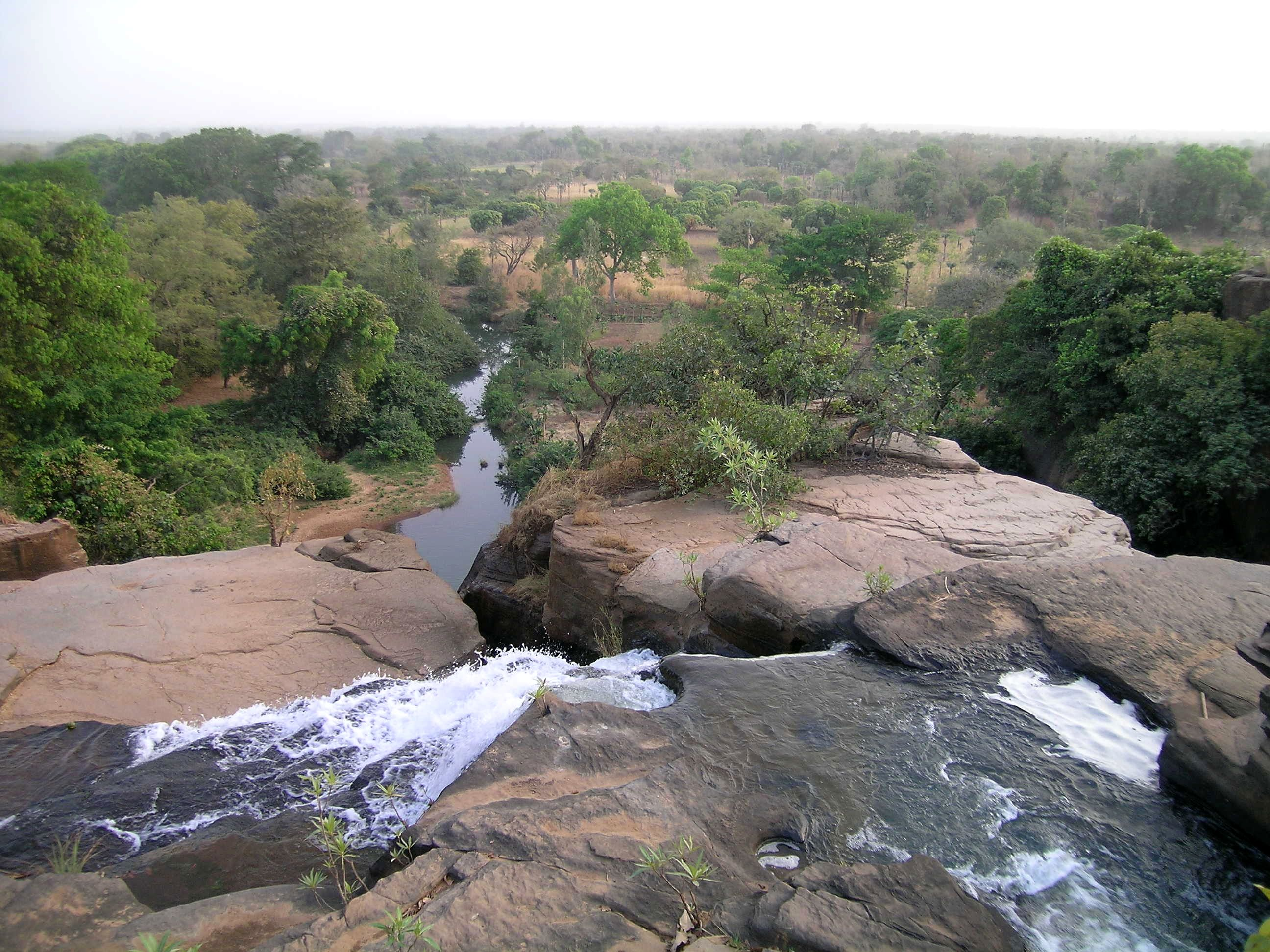
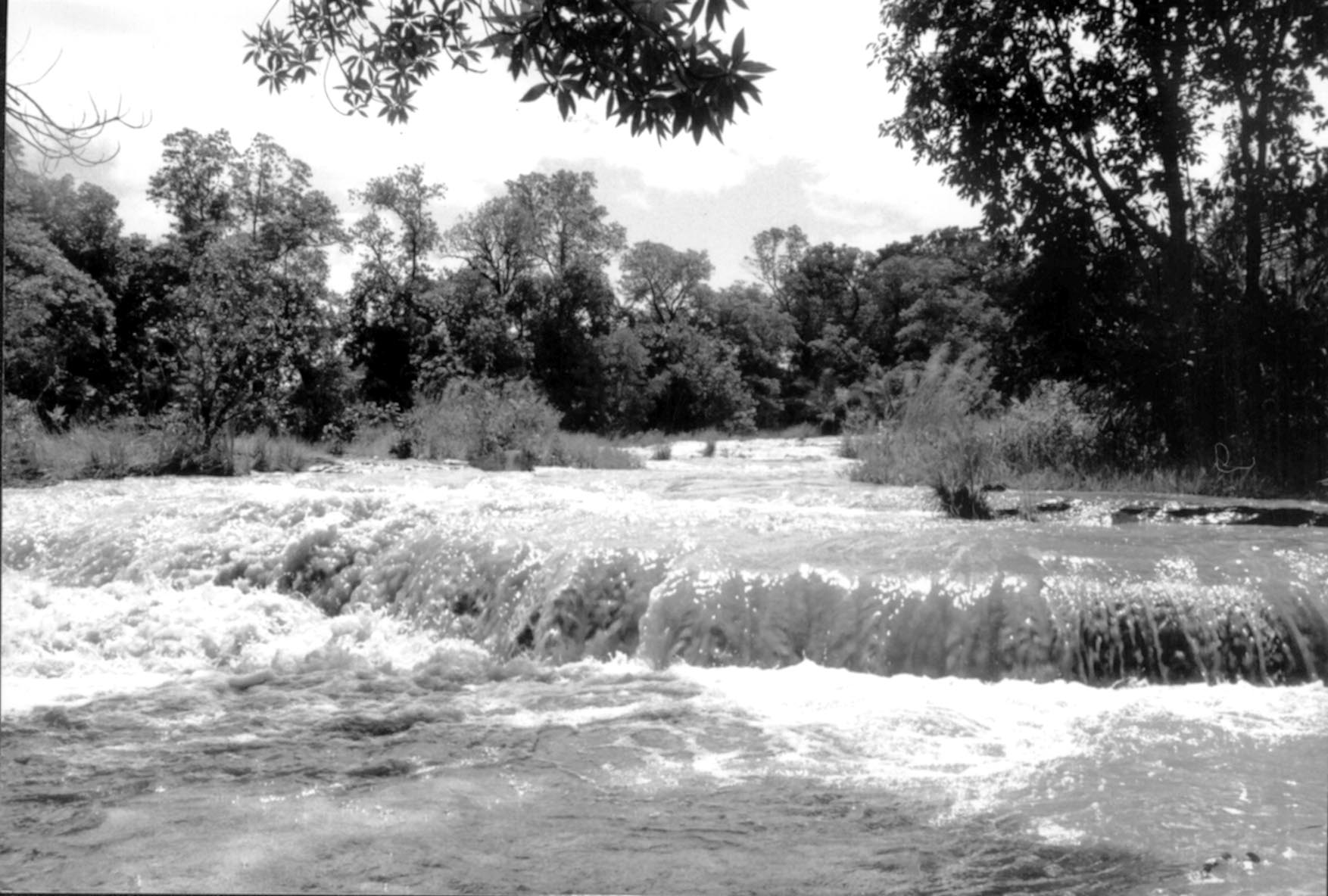
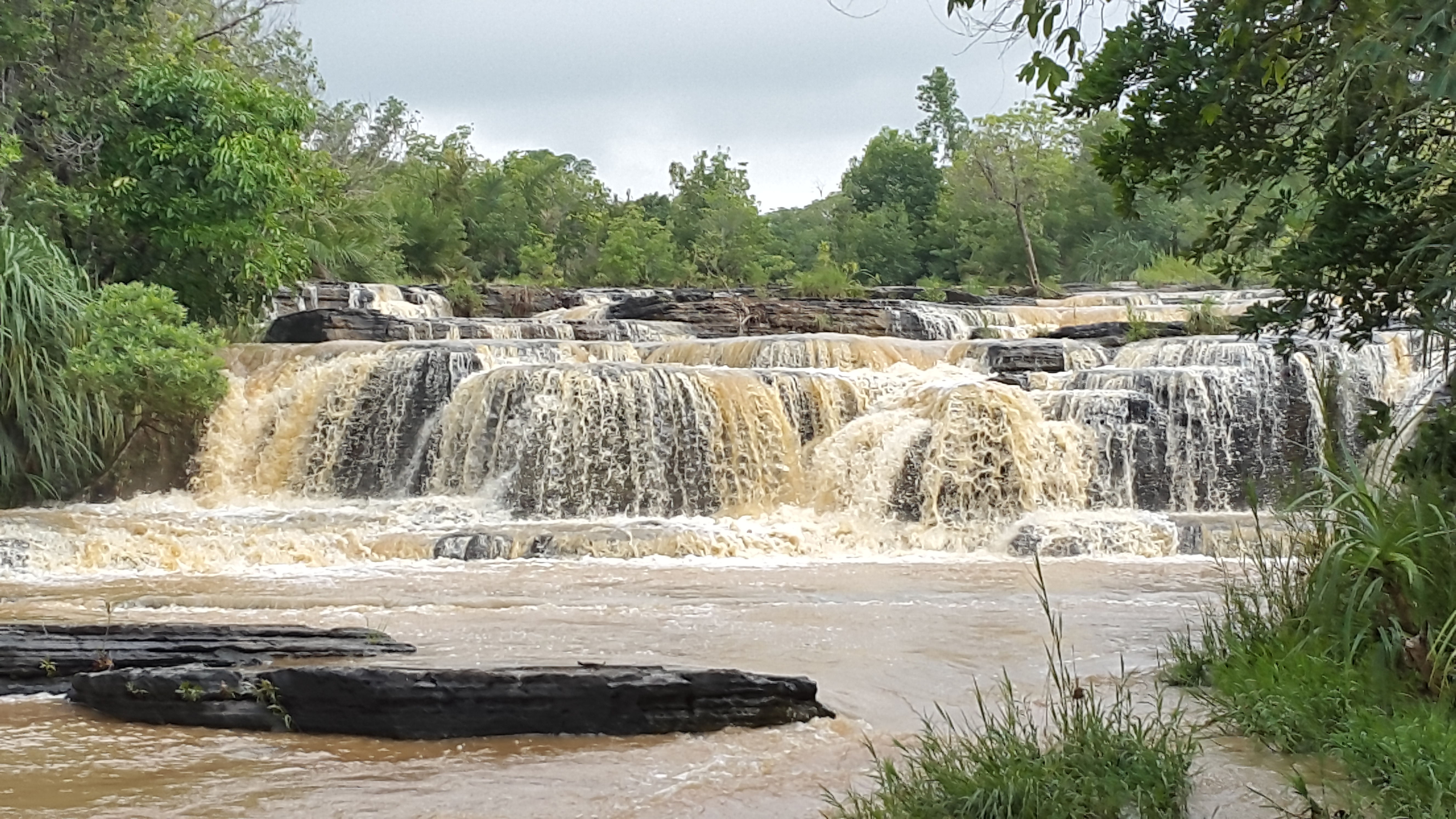